# Studena (Vranje)
Pour les articles homonymes, voir Studena.
Studena (en serbe cyrillique : Студена) est un village de Serbie situé sur le territoire de la Ville de Vranje, district de Pčinja. Au recensement de 2011, il comptait 70 habitants.

## Démographie
| 1948 | 1953 | 1961 | 1971 | 1981 | 1991 | 2002 | 2011 |
| ---- | ---- | ---- | ---- | ---- | ---- | ---- | ---- |
| 356  | 382  | 360  | 295  | 216  | 129  | 117  | 70   |

|  |